# Драги Џон
Käre John (срп. Драги Џон) је шведски црно-бели играни филм снимљен 1964. године у режији Ларс-Магнуса Линдгрена. По жанру је драма и представља адаптацију истоименог романа Оллеа Лансберга. Протагонист, чији лик тумачи Јарл Куле, је капетан малог теретног брода за превоз хране. Радња приказује како се упознаје са једном од својих редовних путница, конобарицом и (чији лик тумачи Кристина Кхолинх) те почиње да се дружи са њом и њеном малом ћерком. Филм је изазвао велику пажњу пре свега због сцена у којој се обоје протагониста купају голи, а што је била прилична реткост за тадашње стандарде, односно повод за оптужбе да је филм "порнографски". Неколико година касније је управо из тих разлога постигао изузетан комерцијални успех током кино-дистрибуције у Северној Америци. Номинован је за Оскара за најбољи филм ван енглеског говорног подручја 1965. године.

## Улоге
| Глумац           | Улога           |
| ---------------- | --------------- |
| Јарл Брдо        | Џон Берднстон   |
| Кристина Кхолинх | Ана             |
| Хелена Нилсон    | Хелена          |
| Ерик Хел         | Ингве Линдигрен |
| Еми Сторм        | Карин Линдигрен |
| Моргван Андресон | Рејмонд         |
| Хакан Сернер     | Ервин           |